# St. Mary Out Liberty
St. Mary Out Liberty är en community i Storbritannien.   Den ligger i kommunen Pembrokeshire och riksdelen Wales, i den södra delen av landet, 300 km väster om huvudstaden London.
Det största samhället i communityn är New Hedges.